# بارينتي
بارينتي (بالفرنسية: Parenty)‏ هي بلدية تقع في إقليم باد كاليه من منطقة نور با دو كاليه في شمال فرنسا. تبلغ مساحة هذه المدينة 12.92 (كم²)، وترتفع عن سطح البحر 77 م، يبلغ عدد سكانها 410 نسمة حسب إحصاء المعهد الوطني للإحصاء والدراسات الاقتصادية سنة 2009 م. وترأس Daniel Maillard البلدية خلال فترة (2008-2014).